# Penicillium brevicompactum
Penicillium brevicompactum är en svampart som beskrevs av Dierckx 1901. Penicillium brevicompactum ingår i släktet Penicillium och familjen Trichocomaceae.   Inga underarter finns listade i Catalogue of Life.

## Bildgalleri

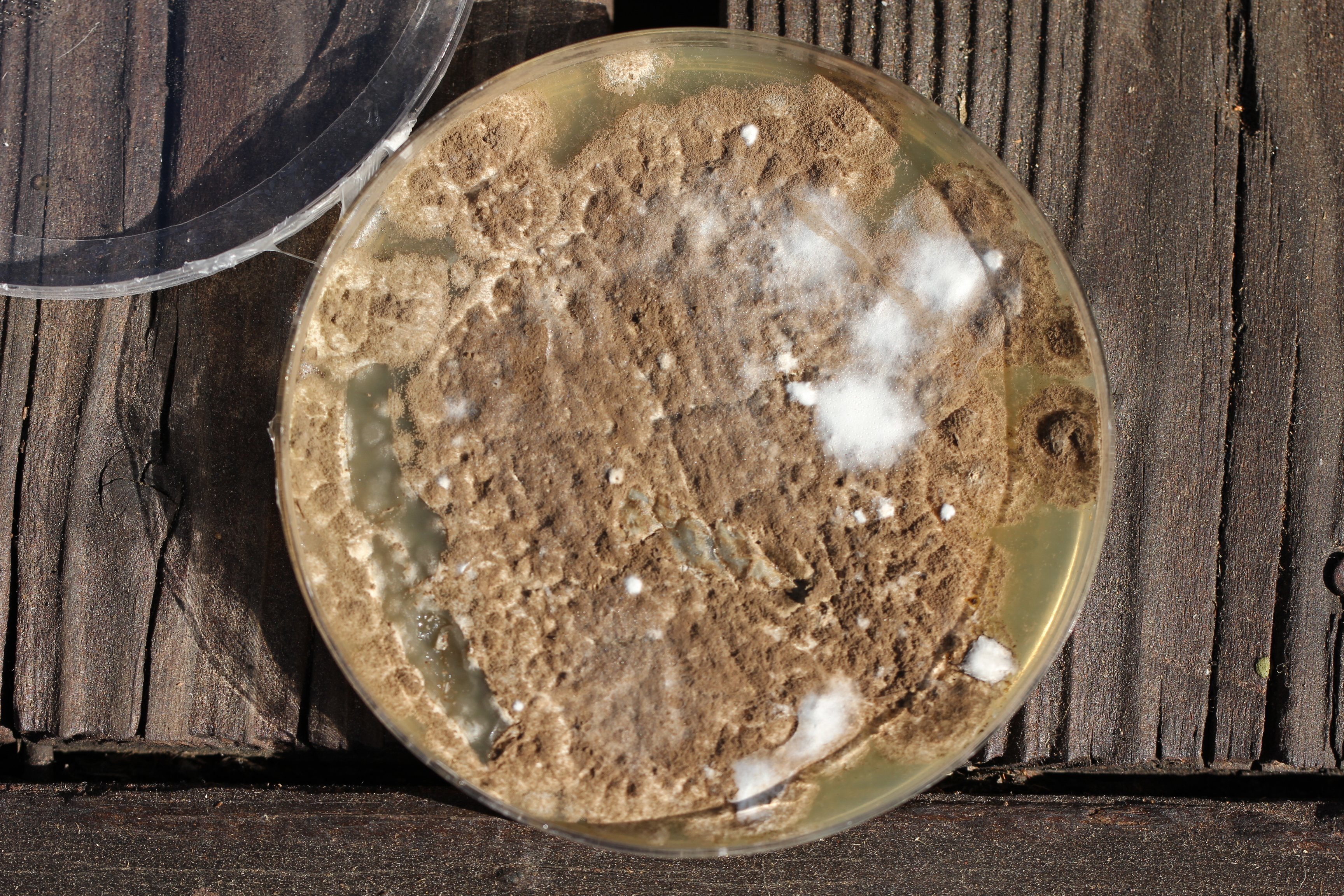